# David A.R. White
David A.R. White, właśc. David Andrew Roy White (ur. 12 maja 1970 w Dodge City) – amerykański aktor, także reżyser, producent i scenarzysta.

## Życiorys
Urodził się w Dodge City w stanie Kansas jako syn pastora mennonitów. Dorastał w Meade. Gdy miał 19 lat, przeprowadził się do Los Angeles, aby rozpocząć karierę aktorską. Sześć miesięcy po przeprowadzce, zagrał postać Andrew Phillpota, najlepszego przyjaciela Burta Reynoldsa, w sitcomie CBS Miasteczko Evening Shade (Evening Shade, 1991–1993).
25 października 2016 ukazała się jego książka Between Heaven and Hollywood: Chasing Your God-Given Dream.

## Filmografia

### aktor
- 2000: Ostatni skok (Mercy Streets) jako John / Jeremiah
- 2003: Dzwony piekielne (The Bells of Innocence) jako Conrad Champlain
- 2004: Znak wyzwolenia (Six: The Mark Unleashed) jako Brody Sutton
- 2006: Nawiedzenie Matki Boskiej (The Visitation) jako Carl
- 2006: Ukryte tajemnice (Hidden Secrets) jako Jeremy Evans
- 2012: Spotkanie 2: Raj utracony (The Encounter 2: Paradise Lost) jako Rik Caperna
- 2013: Objawienie drogowe: Początek końca (Revelation Road: The Beginning of the End) jako Josh McManus
- 2014: Bóg nie umarł (God's Not Dead) jako pastor Dave
- 2016: Bóg nie umarł 2 (God's Not Dead 2) jako pastor Dave

### producent
- 2010: Spotkanie (The Encounter)
- 2012: Spotkanie 2: Raj utracony (The Encounter 2: Paradise Lost)
- 2012: Biały brat (Brother White)
- 2013: Księga Daniela (The Book of Daniel)

### reżyser
- 2010: Spotkanie (The Encounter)
- 2010: Holyman Undercover

### scenarzysta
- 2004: Sześć (Six: The Mark Unleashed)
- 2010: Holyman Undercover